# EL/M-2032
EL/M-2032は、イスラエルのエルタ・システムズ社が開発したレーダー。主として戦闘機の火器管制レーダーとして用いられる。

## 概要
EL/M-2032は、エルタ社の親会社にあたるイスラエル・エアクラフト・インダストリーズ（IAI）社のラビ戦闘機と組み合わせるための火器管制レーダーとして開発されていたEL/M-2035をもとに、小型・軽量化などの改良を施したものである。
ラビ戦闘機は、多くの面でアメリカのF-16戦闘機に影響を受けていたことから、EL/M-2035も、同機が搭載するAN/APG-68と類似した規模・性能で開発されている。ラビ戦闘機の開発計画は財政上の問題に直面し、1987年に中止されたものの、搭載するレーダーは開発が継続されることとなった。EL/M-2035は改良した上で名称をEL/M-2032と変え、1987年のパリ航空ショーに初めて展示された。
レーダー方式はパルスドップラー・レーダー、送信機としては進行波管（TWT）が採用されている。多彩な動作モードを備え、空対空用途では、捜索間測距（RWS）、単一目標追尾（STT）、二重目標追尾（DTT）、捜索中追尾、空戦（ACM）など、空対地ではグランド・マッピングおよび高解像マッピング、空対地距離測定などがある。なお、機内データ・バスとしては、NATOの新しい標準規格であるMIL-STD-1553Bに対応している。
ベースのEL/M-2035は、ラビの鋭くとがったレドームに収容できるよう、きわめてコンパクトに設計されていた。EL/M-2032においてもこの特性を受け継いだことから、本機は様々な航空機に適合化することができ、このおかげで、本来搭載されるべきラビの開発計画が頓挫したのちも、市場で競争力を保つことができた。IAI社は、F-4やF-5、MiG-21など、多くの第2・第3世代ジェット戦闘機の近代化計画を手掛けたが、EL/M-2032はこれらの計画において、アビオニクス近代化の要として搭載されることとなった。
IAI社は、独自開発の空対空ミサイルとして、中距離用のダービー、短距離用のパイソンを有しており、EL/M-2032は、これらのミサイルを組み合わせることで、非常に優秀な空中武器システムを構築することができる。これは、AN/APG-68やAIM-120 AMRAAMなど、新しい戦闘機用レーダーや空対空ミサイルの売却をアメリカが許可しない国々にとって非常に魅力的な選択肢である。

## 搭載機
イスラエルでは、保有するF-16Iが搭載するAN/APG-68(V)9の性能に満足せずEL/M-2032レーダーで置き換えることを望んだが、アメリカはこれを拒否している。また、ロッキード・マーティンの協力の元進められているF-16 ACEアップグレードでも搭載されることが計画されている。
中国では国産のKLJ-3を開発するにあたって2基のEL/M-2032を輸入しているほか、1980年代イスラエルからラビに搭載されたEL/M-2035などのアビオニクスの完全なセットを含む、技術協力を受けていたとされている。
既存航空機への後日装備（近代化改修）
- F-4E 2020 ターミネーター（ トルコ空軍）
- F-5近代化改修機
  - タイガーIII（ チリ空軍/ イスラエル）
  - F-5Tティグリス（ タイ空軍/ イスラエル）
- MiG-21近代化改修機
  - MiG-21 ランサーC（ ルーマニア空軍/ イスラエル）
  - MiG-21-2000（ イスラエル）
- クフィル近代化改修機・派生型
  - クフィルC10（COA）（ コロンビア空軍/ イスラエル）
  - クフィルC10（CE）（ エクアドル空軍/ イスラエル）
  - ナメル（ イスラエル）計画のみ
  - チーターC（ 南アフリカ空軍）
- A-4近代化改修機
  - AF-1B/C ファルカン（ ブラジル海軍）[3]
- シーハリアー FRS.51（ インド海軍）

新造機への装備
- HAL テジャス（ インド）
- TA-50/FA-50 ゴールデン・イーグル（ 韓国）